# 오이고추
오이고추는 녹광고추와 피망을 교잡해 만든 재배종 고추이다. 오이고추나 아삭이고추라 부르기도 한다.

## 특징
열매가 크고 두꺼우며, 짙은 녹색이고 껍질이 연하다. 매운 맛은 거의 없고 과육이 부드럽고 아삭거린다.

## 재배
주산지는 경상남도 밀양이며, 녹광고추, 청양고추, 꽈리고추 등과 함께, 한국에서 재배되는 대표적인 고추 품종이다.
오이고추의 재배품종으로는 '길상', '맛광', '순한길상', '롱그린맛', '따고또따고' 등이 있다.

## 같이 보기
- 꽈리고추
- 당조고추
- 청양고추